# 黄土坎乡 (围场县)
黄土坎乡，是中华人民共和国河北省承德市围场满族蒙古族自治县下辖的一个乡。

## 行政区划
黄土坎乡下辖以下地区：
黄土坎村、头道川村、昌字村、哈洒村、二上村、二下村、大墙村和海字村。